# Лактионов, Пётр Ефимович
Пётр Ефимович Лактионов (1900—1945) — Гвардии полковник Рабоче-крестьянской Красной Армии, участник Великой Отечественной войны, Герой Советского Союза (1945).

## Биография
Пётр Лактионов родился 20 января 1900 года в селе Ульяновка (ныне — в черте города Фатеж Курской области). После окончания неполной средней школы работал на маслозаводе. В 1919 году Лактионов был призван на службу в РККА. В 1925 году окончил пехотное училище, в 1932 году — танковые курсы, в 1941 году — курсы усовершенствования командного состава. Участвовал в боях на Халхин-Голе. С 1941 года — на фронтах Великой Отечественной войны.
К апрелю 1945 года гвардии полковник Пётр Лактионов командовал 21-й гвардейской механизированной бригадой (8-го гвардейского механизированного корпуса, 1-й гвардейской танковой армии, 1-го Белорусского фронта). Отличился во время Берлинской операции. 16-17 апреля 1945 года бригада Лактионова прорвала немецкую оборону у Зееловских высот и 25 апреля в числе первых вошла в Берлин. 26 апреля 1945 года Лактионов в бою получил смертельное ранение. Похоронен в парке Тиргартен в Берлине.

## Награды
Указом Президиума Верховного Совета СССР от 31 мая 1945 года гвардии полковник Пётр Лактионов посмертно был удостоен звания Героя Советского Союза. Также был награждён орденом Ленина, двумя орденами Красного Знамени, орденами Отечественной войны II степени и Красной Звезды.